# Grewia nematopus
Grewia nematopus är en malvaväxtart som beskrevs av Karl Moritz Schumann. Grewia nematopus ingår i släktet Grewia och familjen malvaväxter. Inga underarter finns listade i Catalogue of Life.